# Harripää
Harripää är en kulle i Finland.   Den ligger i den ekonomiska regionen Norra Lappland och landskapet Lappland, i den norra delen av landet, 900 km norr om huvudstaden Helsingfors. Toppen på Harripää är 421 meter över havet, eller 121 meter över den omgivande terrängen. Bredden vid basen är 8,7 km.
Terrängen runt Harripää är platt söderut, men norrut är den kuperad.  Trakten runt Harripää är nära nog obefolkad, med mindre än två invånare per kvadratkilometer. == Kommentarer ==
1. ↑  Position justerad utifrån höjddata (DEM 3") från Viewfinder Panoramas.[1] Mer om algoritmen finns här: Användare:Lsjbot/Algoritmer.
2. ↑  Framräknat ur höjduppgifter (DEM 3") från Viewfinder Panoramas.[1] Mer om algoritmen finns här: Användare:Lsjbot/Algoritmer.
3. ↑  Primärfaktor framräknad ur höjddata (DEM 3") från Viewfinder Panoramas.[1] Mer om algoritmen finns här: Användare:Lsjbot/Algoritmer.
4. ↑  Största utsträckningen av den höjdkurva som ger primärfaktorn.
5. ↑  Framräknat ur variansen i alla höjduppgifter (DEM 3") från Viewfinder Panoramas, inom 10 km radie.[1] Mer om algoritmen finns här: Användare:Lsjbot/Algoritmer.